# ララ・ファビアン
ララ・ファビアン（Lara Fabian、出生名：ララ・ソフィー・ケイティ・クロカート Lara Sophie Katy Crokaert、1970年1月9日 - ）は、カナダとベルギーの国籍を持つシンガー、ソングライター、ミュージシャン、女優、プロデューサー。これまでに世界中で2000万枚以上のレコードを販売しており（2021年現在）、ベルギー人歌手として最もレコードを販売した歌手の1人である。

## 経歴
ブリュッセルのエテルベークに、ベルギー人の父親ピエールとシチリア人の母親マリアの間に生まれる。子供の頃のカターニアのシチリア島に住んでおり、彼女がブリュッセルで育ったときに学んだ最初の言語はイタリア語であった。両親は早い段階で彼女の才能を認め、彼女が8歳のときにブリュッセル王立音楽院に入学させた。
1980年代、10代のファビアンはヨーロッパの多くの大会に出場し、いくつかの賞を受賞する。1986年に彼女の最初のシングル「L'Azizaestenpleurs/ Ilyavait」をリリースした。
1990年、ファビアンと音楽のコラボレーターであるリック・アリソンは、北米でのキャリアに着手するためにカナダのケベック州モントリオールに転居する。
1991年、カナダでフランス語のデビュー・アルバム『Lara Fabian』をリリース。このデビュー・アルバムはカナダでゴールド（10万枚）に達する成功を収め、さらに1994年には、セカンド・アルバム『Carpe Diem』をリリース。フランス語圏の国々で、80万枚を超えるセールスを記録した。
1995年以来、ベルギーの市民権とともにカナダの市民権を保持している。
彼女を一気にスーパースターの座に押し上げたのは、1997年にリリースされたサード・アルバム『Pure』。フランスのみで200万枚のセールスを記録。ファースト・シングル「La Difference」は、ヨーロッパ中で大ヒットとなる。1998年にはヨーロッパでのツアーを収めたライブ・アルバムをリリースし、フランスのアルバム・チャートで初登場1位という快挙を収めた。
2001年夏公開になったスティーヴン・スピルバーグの映画『A.I.』のサウンドトラックにも楽曲「For Always」を提供したララ。『スター・ウォーズ』や『E.T.』などで有名な映画音楽の巨匠ジョン・ウィリアムズのたっての希望でララ・ファビアンが歌うことになったこの曲は、ジョン・ウィリアムズが初めて自分のサントラにボーカル曲を入れたということで話題になった。
2003年、ベルギーの両親と暮らすためブリュッセルに戻り、2015年にはブリュッセル郊外のベルギーのブラバン・ワロン州に居住していた。
2013年にシチリアのミュージシャン兼アーティストのガブリエル・ディ・ジョルジョと結婚した。
2017年の後半、家族と共にケベック州モントリオールに永住のため戻ることとなった。
彼女は、フランス語、英語、スペイン語、イタリア語、フラマン語、ドイツ語、ギリシャ語、ロシア語の8つの言語で歌っている。

## ディスコグラフィ

### スタジオ・アルバム
- Lara Fabian (1991年)
- Carpe Diem (1994年)
- Pure (1996年)
- 『ララ・ファビアン』 - Lara Fabian (1999年)
- Nue (2001年)
- 『ワンダフル・ライフ』 - A Wonderful Life (2004年)
- 9 (2005年)
- Toutes les femmes en moi (2009年)
- Every Woman in Me (2009年)
- Mademoiselle Zhivago (2010年)
- Le Secret (2013年)
- 『私の人生にあなたがいる』 - Ma vie dans la tienne (2015年)
- Camouflage (2017年)
- Papillon (2019年)
- Lockdown Sessions (2020年)

### ライブ・アルバム
- Live 1999 (1999年)
- Live 2002 (2002年)
- En Toute Intimité (2003年) ※DVD『Intime』としても発売
- Un regard 9 Live (2006年)
- Lara Live - The Best Of Live World Tour 2022 (2022年)

### コンピレーション・アルバム
- Best of Lara Fabian (2010年)
- Je me souviens (2011年)
- Essential Lara Fabian (2015年) ※イタリア、アメリカ限定
- Selection Lara Fabian (2015年) ※23カ国で発売